# جوني مونيوز جونيور
جوني مونيوز جونيور (بالإنجليزية: Johnny Muñoz Jr.؛ مواليد 16 فبراير 1993) هو مُقاتل فنون قتالية مختلطة أمريكي.

## وصلات خارجية
- جوني مونيوز جونيور على موقع يو إف سي (الإنجليزية)
- جوني مونيوز جونيور على موقع شيردوغ (الإنجليزية)
- جوني مونيوز جونيور على موقع Tapology.com (الإنجليزية)